# Kevin Levrone
Kevin Levrone, né le 16 juillet 1964 à Baltimore dans le Maryland aux États-Unis, est un culturiste américain.

## Biographie
Il est le plus jeune d'une fratrie de six enfants (trois frères et trois sœurs). Son père est italien et sa mère afro-américaine.
Il a commencé sa carrière professionnelle à l'IFBB en 1991, puis a été durant les années 1990 au premier plan des compétitions professionnelles internationales. Surnommé « Maryland Muscle Machine », il était considéré comme un des plus sérieux rivaux de Dorian Yates (avec Kenneth “Flex” Wheeler, Shawn Ray, Chris Cormier et Nasser El Sonbaty). Il a notamment été deux fois vainqueur de l'Arnold Classic (1994 et 1996), et s'est classé 2e à Mr Olympia à quatre reprises (1992 et 1995 derrière Dorian Yates, 2000 et 2002 derrière Ronnie Coleman).
Retiré de la compétition en 2003, il a fait un comeback au Mr. Olympia 2016, sur invitation spéciale : après 13 ans d'absence et à l'âge de 51 ans, après seulement cinq mois de préparation, il s'est classé 17e. En 2018 il a participé à l'Arnold Classic et s'est classé 13e ; et a annoncé que ce serait sa dernière compétition.
En 1993 il a subi une grave déchirure aux muscles pectoraux en faisant du développé couché à 270 kg, ce qui aurait pu mettre fin à sa carrière, mais il est parvenu à revenir au plus haut niveau dès l'année suivante. Il avait une réputation de relatif dilettantisme par rapport à ses concurrents, ne s'entraînant à forte intensité qu'à l'approche des compétitions ; ainsi son poids variait peu durant l'année (le poids perdu du fait du régime de sèche étant compensé par le regain simultané de masse musculaire), alors que la plupart des compétiteurs ont un poids hors-saison nettement supérieur, cherchant à maximiser la prise de masse (et doivent donc perdre l'excédent de tissu adipeux accumulé durant cette période). Il était par ailleurs musicien dans un groupe de rock, alors que la plupart des bodybuilders de haut niveau se consacrent exclusivement à cette discipline particulièrement exigeante.

## Mensurations
- Taille : 1,79 m
- Poids en compétition : 110-115 kg
- Poids hors compétition : 120 kg
- Tour de poitrine : 145 cm
- Tour de taille : 74 cm
- Tour de cuisses : 82 cm
- Tour de bras : 60 cm

## Palmarès
| - 1991 Junior Nationals - NPC, poids lourds, 2e - 1991 Nationals - NPC, poids lourds, 1er - 1991 Nationals - NPC, toutes catégories, 1er - 1992 Chicago Pro Invitational, 3e - 1992 Night of Champions, 1er - 1992 Mr. Olympia, 2e - 1993 Grand Prix France (2), 5e - 1993 Grand Prix Allemagne (2), 1er - 1993 Grand Prix Espagne, 3e - 1993 Mr. Olympia, 5e - 1994 Arnold Classic, 1er - 1994 Grand Prix Angleterre, 2e - 1994 Grand Prix France (2), 1er - 1994 Grand Prix Allemagne, 2e - 1994 Grand Prix Italie, 1er - 1994 Grand Prix Espagne, 2e - 1994 Mr. Olympia, 3e - 1994 San Jose Pro Invitational, 1er - 1995 Grand Prix Angleterre, 2e | - 1995 Grand Prix Allemagne, 1er - 1995 Grand Prix Russie, 1er - 1995 Mr. Olympia, 2e - 1996 Grand Prix Espagne, 2e - 1996 Grand Prix Suisse, 3e - 1996 Arnold Classic, 1er - 1996 Mr. Olympia, 3e - 1996 San Jose Pro Invitational, 1er - 1997 Arnold Classic, 2e - 1997 Grand Prix République Tchèque, 1er - 1997 Grand Prix Angleterre, 1er - 1997 Grand Prix Finlande, 1er - 1997 Grand Prix Allemagne, 1er - 1997 Grand Prix Hongrie, 1er - 1997 Grand Prix Russie, 2e - 1997 Grand Prix Espagne, 1er - 1997 Mr. Olympia, 4e - 1998 Grand Prix Finlande, 2e - 1998 Grand Prix Allemagne, 2e - 1998 Night of Champions, 2e | - 1998 Mr. Olympia, 4e - 1998 San Francisco Pro Invitational, 1er - 1998 Toronto Pro Invitational, 2e - 1999 Arnold Classic, 2e - 1999 Grand Prix Angleterre, 3e - 1999 Mr. Olympia, 4e - 1999 World Pro Championships, 3e - 2000 Arnold Classic, 3e - 2000 Mr. Olympia, 2e - 2001 Grand Prix Angleterre, 1er - 2001 Mr. Olympia, 3e - 2002 Arnold Classic, 5e - 2002 Grand Prix Australie, 4e - 2002 Mr. Olympia, 2e - 2003 Arnold Classic, 5e - 2003 Mr. Olympia, 6e - 2003 Show of Strength Pro Championship, 3e - 2016 Mr. Olympia, 17e - 2018 Arnold Classic Australie, 13e |

## Profil (2016)
- Taille : 1,80 m
- Poids en compétition : 118 kg (environ)
- Tour de bras : 61 cm
- Tour de cuisse : 79 cm